# Châtelraould-Saint-Louvent
Châtelraould-Saint-Louvent è un comune francese di 246 abitanti situato nel dipartimento della Marna nella regione del Grand Est.

## Società

### Evoluzione demografica
Abitanti censiti